# Teatro Cameri

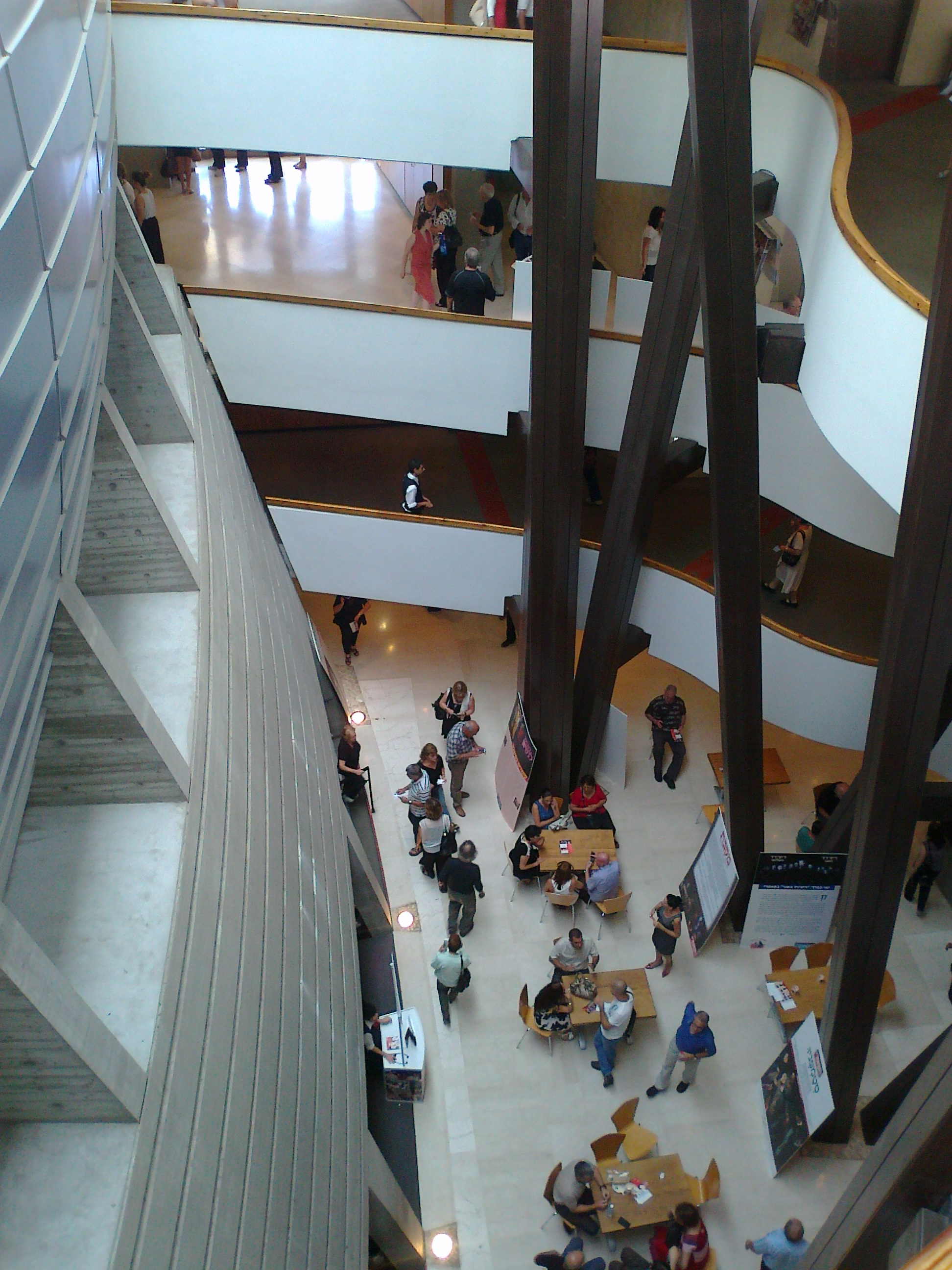
Interno del teatro Cameri

Il Teatro Cameri (in ebraico התיאטרון הקאמרי‎?, HaTeatron HaKameri), fondato nel 1944 a Tel Aviv, è uno dei principali teatri di Israele ed è ospitato presso il Centro delle arti dello spettacolo di Tel Aviv.

## Storia
Il Teatro Cameri fu fondato con lo scopo di promuovere un teatro locale, in contrasto con il Teatro Habimah, che aveva radici nel teatro russo. Il Cameri avrebbe presentato opere sulla vita quotidiana delle persone nel nascente stato di Israele. Il Cameri è il teatro in cui il dramma nazionalista israeliano He Walked Through the Fields fu presentato per la prima volta solo due settimane dopo che lo stato di Israele era stato istituito ufficialmente nel maggio del 1948. He Walked Through the Fields, scritto da Moshe Shamir, diventò successivamente un film con protagonista il giovane Moshe Dayan il figlio più giovane di Assi Dayan.
Il Cameri, il teatro municipale di Tel Aviv, mette in scena fino a dieci nuove produzioni all'anno, oltre al repertorio degli anni precedenti. Il teatro ha 34.000 abbonati e attira ogni anno 900.000 spettatori.
Nel 2003 il Cameri si trasferì nel complesso del Tel Aviv Performing Arts Center, adiacente alla New Israeli Opera, alla Biblioteca Comunale e al Museo d'arte di Tel Aviv. Il nuovo teatro ha cinque auditorium: il Cameri 1, l'auditorium più grande, ha 930 posti; il Cameri 2 ha 430 posti a sedere, 250 posti a sedere nella Black Box e 160 posti nella Sala delle prove.
I programmi di azione sociale del Cameri includono la Peace Foundation, che riunisce giovani israeliani e palestinesi per assistere a spettacoli teatrali, e il Theater in Education, che porta a teatro studenti delle scuole superiori, studenti universitari e pubblico con bisogni speciali. Il Cameri offre anche sussidi per i biglietti agli anziani e la traduzione simultanea delle sue produzioni in inglese, russo e arabo.
Il direttore generale del Cameri, Noam Semel, fondò l'Istituto del dramma israeliano, che promuove il teatro israeliano in Israele e all'estero.

## Premi e riconoscimenti
Nel 2005, il Cameri ha vinto il Premio Israele, per i suoi successi nel corso della sua attività e per il contributo speciale alla società e allo Stato di Israele.